# Eleanor Burford
Eleanor Alice Burford, verheiratete Hibbert (* 1. September 1906 in Kensington; † 18. Januar 1993) war eine britische Schriftstellerin.

## Leben
Hibbert stammte aus einfachen Verhältnissen. Mit sechzehn Jahren verließ sie 1922 die Schule und begann anschließend in Hatton Garden (City of London) als Schreibkraft bei einem Juwelier zu arbeiten. Über ihren Arbeitgeber lernte sie den Kaufmann George Percival Hibbert kennen, den sie, obwohl er zwanzig Jahre älter war, bald darauf heiratete.
Auch nachdem sie zur Bestseller-Autorin avancierte, lebte sie zeit ihres Lebens immer bescheiden. Neben ihren Büchern und den Recherchen dazu, konnte sie sich nur für King’s Lodging in Sandwich in Kent begeistern. Diesen Herrschaftssitz, den bisher schon mehrere englische Könige besucht hatten, hatte sie erworben und restaurieren lassen.
Als ihr Ehemann gestorben war, wurde ihr King’s Lodging zu groß und sie ließ sich in London in einer kleinen bequemen Wohnung nieder. Als Witwe verbrachte sie jeden Winter auf einer Kreuzfahrt. Ihre letzte Reise sollte sie einmal rund ums Mittelmeer führen. Sie starb im Alter von über 86 Jahren am 18. Januar 1993 auf hoher See zwischen Athen und Port Said, Ägypten.

## Rezeption
Hibbert las begeistert seit ihrer Schulzeit und nach eigenem Bekunden sah sie in den Geschwistern Brontë,  Charles Dickens, George Eliot, Victor Hugo und Leo Tolstoi ihre literarischen Vorbilder.
Nach ersten eigenen literarischen Versuchen, die nicht sehr befriedigend waren, konnte sie mit Kurzgeschichten für die Daily Mail und den Evening News auch Geld verdienen. Später schrieb sie auch zu historischen Themen im Feuilleton.
Ihren ersten Roman veröffentlichte sie 1941 unter ihrem eigenen Namen Eleanor Burford und bis 1962 benutzte sie diesen Namen für 32 Romane. Ihr bekanntestes Pseudonym, Jean Plaidy verwandte sie zwischen 1948 und 1993, wobei einige Romane, welche erst unter anderem Namen veröffentlicht worden waren, erneut unter diesem Namen auf den Markt kamen. Mit den unterschiedlichen Namen wollte sie auch die einzelnen Genres abgrenzen.
Unter Elbur Ford schrieb sie von 1950 bis 1953 fünf Romane, zwischen 1952 und 1960 acht Romane unter Kathleen Kellow. Als Ellalice Tate wurden es von 1956 und 1961 fünf Romane und als Anne Percival veröffentlichte sie 1960 einen einzigen Roman. Ihre bekanntesten Pseudonyme wurden Victoria Holt (von 1960 bis 1993) und Philippa Carr (von 1972 bis 1993). Viele Leser, die sie unter einem Namen kannten, vermuteten sie selten unter den anderen.
Hibberts Œuvre umfasst rund 200 historische Romane, in denen sie oft reale historische Ereignisse phantasievoll erzählt oder sie kongenial weiterentwickelt; als Jean Plaidy gilt sie als eine der populärsten britischen Autorinnen von historischen Abenteuerromanen. Als Philippa Carr war sie u. a. die Autorin der Reihe Daughters of England, welche viele Generationen englischer Geschichte umfasst. Die Reihe beginnt mit dem Buch Geheimnis im Kloster im Jahre 1522, zur Zeit Heinrich VIII. von England und das letzte  (19.) Buch dieser Reihe heißt Wiedersehen in Cornwall und spielt zur Zeit des Zweiten Weltkrieges.

## Ehrungen
- 1989 Golden Treasure Award

## Werke (Auswahl)

### Eleanor Burford
- Daughter of Anna. 1941.
- The married lover. 1942.
- So the dreams depart. 1944.
- Dear chance. 1947.
- Two loves in her life. 1955.

### Elbur Ford
- Poison in Pimlico. Laurie Books, London 1950.
- The flesh and the devil. Laurie Books, London 1950.
- Bed disturbed. Laurie Books, London 1952.
- Such bitter business. Heinemann, London 1953 (früherer Titel: Evil in the house).
- The love-child. Laurie Books, London 1950 (s. a. Philippa Carr).

### Philippa Carr
Daughters of England Zyklus
- Miracle at St. Bruno’s. Putnam, New York 1972.
  - Geheimnis im Kloster. Heyne, München 1982, ISBN 3-453-01422-7.
- The lion triumphant. Putnam, New York 1973, ISBN 0-399-11135-2.
  - Der springende Löwe. Heyne, München 1982, ISBN 3-453-01454-5.
- Witch from the sea. Putnam, New York 1975, ISBN 0-399-11427-0.
  - Sturmnacht. Heyne, München 1985, ISBN 3-453-01557-6.
- Saraband for two sisters. Putnam, New York 1976, ISBN 0-399-11746-6.
  - Sarabande. Heyne, München 1986, ISBN 3-453-01833-8.
- Lament for a lost lover. Putnam, New York 1977, ISBN 0-399-12021-1.
  - Das Licht und die Finsternis. Lübbe, Bergisch Gladbach 1984, ISBN 3-404-10372-6.
- The love-child. Putnam, New York 1974, ISBN 0-399-12302-4.
  - Die venezianische Tochter. Heyne, München 1986, ISBN 3-453-02288-2.
- The song of the siren. Putnam, New York 1980, ISBN 0-399-12426-8.
  - Die Halbschwestern. Heyne, München 1987, ISBN 3-453-00244-X.
- The drop of the dice. Collins, London 1981, ISBN 0-00-616589-3.
  - Die Dame und der Dandy. Heyne, München 1985, ISBN 3-453-02138-X.
- The adulteress. Putnam, New York 1982, ISBN 0-399-12680-5.
  - Die Erbin und der Lord. Heyne, München 1987, ISBN 3-453-02218-1.
- Zipporah’s daughter. Collins, London 1983, ISBN 0-00-222724-X.
  - Im Sturmwind. Neff, Wien 1984, ISBN 3-7014-0210-8.
- Voices in a haunted room. Putnam, New York 1984, ISBN 0-399-12941-3.
  - Im Schatten des Zweifels. Neff, Wien 1986, ISBN 3-7014-0237-X.
- The return of the gypsy. Putnam, New York 1985, ISBN 0-7089-8318-9.
  - Der Zigeuner und das Mädchen. Heyne, München 1988.
- Midsummer’s eve. Putnam, New York 1986, ISBN 0-399-13148-5.
  - Sommermond. Deutsche Buchgemeinschaft, Berlin 1988.
- The Pool of Saint Branock. Putnam, New York 1987, ISBN 0-399-13257-0.
- The changeling. Putnam, New York 1989, ISBN 0-399-13419-0.
  - Das Geheimnis im alten Park. Heyne, München 1993, ISBN 3-453-06426-7 (EA München 1988).
- The black swan. Putnam, New York 1990, ISBN 0-399-13513-8.
  - Der schwarze Schwan- Heyne, München 1993, ISBN 3-453-06426-7 (EA München 1989).
- A time for silence. Putnam, New York 1991, ISBN 0-399-13619-3.
  - Zeit des Schweigens. Heyne, München 21994, ISBN 3-453-07128-X (EA München 1990).
- The Gossamer Cord. Putnam, New York 1992, ISBN 0-399-13725-4.
  - Ein hauchdünnes Band. Heyne, München 1998, ISBN 3-453-13136-3 (EA München 1991).
- We’ll meet again. Putnam, New York 1993, ISBN 0-399-13805-6.
  - Wiedersehen in Cornwall. Pavillon-Verlag, München 2004, ISBN 3-453-77011-0 (EA München 1992).

Standalones
- Daughters of England. Putnam, New York 1993, ISBN 0-399-14023-9.[2]

### Victoria Holt
- Mistress of Mellyn. Harper, London 2006, ISBN 0-00-723551-8 (EA London 1960).
  - Herrin auf Mellyn. Fischer, Frankfurt/M. 1980, ISBN 3-596-22469-1.
- Kirkland Revels. Holt, London 1962.
  - Das Schloß im Moor. Heyne, München 1979, ISBN 3-453-01318-2.
- Bride of Pendorric. Octopus Books, New York 1987 (EA London 1963).
  - Die Braut von Pendorric. Pavillon-Verlag, München 2003, ISBN 3-453-86298-8 (früherer Titel: Das Geheimnis der Schwestern).
- The Legend of the Seventh Virgin. Collins, London 1970.
  - Die siebente Jungfrau. Heyne, München 1985, ISBN 3-453-00881-2 (EA München 1965).
- Menfreya in the Morning. Collins, London 1966.
  - Harriet, sanfte Siegerin. Fischer, Frankfurt/M. 1978, ISBN 3-596-22403-9.
- The King of the Castle. Collin, London 1967.
  - Der Schloßherr. Droemer Knaur, München 1981, ISBN 3-426-00776-2.
- The Queen’s Confession. The story of Marie Antoinette. Collins, London 1968.
  - Königsthron und Guillotine. Das Schicksal der Marie Antoinette. Fischer, Frankfurt/M. 1989, ISBN 3-596-28221-7 (früherer Titel: Eine Königin gibt Rechenschaft bzw. Die Beichte der Königin).
- The Shivering Sands. Harper, London 2006, ISBN 0-00-723554-2 (EA London 1969).
  - Treibsand. Fischer, Frankfurt/M. 1976, ISBN 3-436-02206-3.
- The Secret Woman. Collins, London 1970.
  - Die geheime Frau. Heyne, München 1981, ISBN 3-453-00560-0.
- Lord of the far island. London 1975.
  - Das Zimmer des roten Traums. Lingen, Köln 1977.
- The Shadow of the Lynx. Collins, Glasgow 1976, ISBN 0-00-614343-1.
  - Im Schatten des Luchses. Fischer, Frankfurt/M. 1979, ISBN 3-596-22423-3 (EA München 1971).
- On the Night of the Seventh Moon. Doubleday, New York 1972.
  - In der Nacht des siebenten Mondes. Lübbe, Bergisch Gladbach 1985, ISBN 3-404-10677-6.
- The Curse of the Kings. Collins, Glasgow 1973, ISBN 0-00-614342-3.
  - Die Rache der Pharaonen. Schneekluth, München 1975, ISBN 3-7951-0288-X.
- The House of a Thousand Lanterns. Collins, London 1989.
  - Das Haus der 1000 Laternen. Schneekluth, München 1983, ISBN 3-7951-0565-X.
- Lord of the Far Island. Collins, London 1975.
  - Die Erbin und der Lord. Heyne, München 2001, ISBN 3-453-18913-2 (früherer Titel: Das Zimmer des roten Traumes).
- The Pride of the Peacock. Collins, London 1976, ISBN 0-385-12281-0.
  - Der Fluch der Opale. Heyne, München 1986, ISBN 3-453-01089-2.
- The Devil on Horseback. Chivers Press, Bath 1989, ISBN 0-86220-318-X.
  - Der Teufel zu Pferde. Droemer Knaur, München 1999, ISBN 3-426-60181-8.
- My Enemy the Queen, Doubleday, New York 1978, ISBN 0-385-14111-4.
  - Meine Feindin, die Königin. Droemer Knaur, München 1981, ISBN 3-426-00790-8.
- The Spring of the Tiger. Doubleday, New York 1979, ISBN 0-385-15261-2.
  - Die Ashington-Perlen. Droemer Knaur, München 1984, ISBN 3-426-01087-9.
- The Mask of the Enchantress. Collins, London 1980, ISBN 0-00-222379-1.
  - Tanz der Masken. Droemer Knaur, München 1985, ISBN 3-426-01328-2.
- The Judas Kiss. Collins, London 1981, ISBN 0-00-222295-7.
  - Verlorene Spur. Droemer Knaur, München 1986, ISBN 3-426-01403-3.
- The Demon Lover. Fontana Books, London 1982, ISBN 0-00-616825-6.
  - Die Lady und der Dämon. Knaur, München 1999, ISBN 3-426-60341-1.
- The Time of the Hunter’s Moon. Collins, London 1983, ISBN 0-00-222756-8.
  - Unter dem Herbstmond. Droemer Knaur, München 1987, ISBN 3-426-01510-2.
- The Landower Legacy. Collins, Glasgow 1984, ISBN 0-00-617168-0.
  - Das Vermächtnis der Landowers. Droemer Knaur, München 1987, ISBN 3-426-01583-8.
- The Road to Paradise Island. Fontana Books, London 1985, ISBN 0-00-617350-0.
  - Die Insel Eden. Droemer Knaur, München 1987, ISBN 3-426-19168-7.
- Secret for a Nightingale. Fontana Books, London 1986, ISBN 0-00-617471-X.
  - Das Geheimnis einer Nachtigall. Droemer Knaur, London 1988, ISBN 3-426-19189-X.
- The Silk Vendetta. Doubleday, Garden City, N.Y. 1987.
  - Fluch der Seide. Knaur, München 1999, ISBN 3-426-62030-8.
- The India Fan. Fontana Books, London 1988, ISBN 0-00-617729-8.
  - Der indische Fächer. Knaur, München 1990, ISBN 3-426-19259-4.
- The Captiv. Doubleday, New York 1989, ISBN 0-385-26332-5.
  - Die Gefangene des Paschas. Scherz, Frankfurt/M. 2006, ISBN 3-502-51919-6 (EA München 1991).
- Snare of Serpents. Doubleday, New York 1990, ISBN 0-385-41385-8.
  - Die Schlangengrube. Droemer Knaur, München 1992, ISBN 3-426-19281-0.
- Daughter of Deceit. Fontana Books, London 1991, ISBN 0-00-647113-7.
  - Tochter der Täuschung. Droemer Knaur, München 1993, ISBN 3-426-19313-2.
- Seven for a Secret. HarperCollins, London 1992, ISBN 0-00-223992-2.
  - Das Haus der sieben Elstern. Droemer Knaur, München 1994, ISBN 3-426-19325-6.
- The Black Opal. HarperCollins, London 1993, ISBN 0-00-224193-5.
  - Schwarzer Opal. Droemer Knaur, München 1995, ISBN 3-426-19343-4.

### Kathleen Kellow
- Danse macabre. Hale, London 1952.
- Rooms at Mrs. Oliver’s. Hale, London 1953.
- Lilith. Hale, London 1954.
  - Lilith. Lübbe Verlag, Bergisch Gladbach 1994, ISBN 3-404-12205-4.
- It began in Vauxhall Gardens. Hale, London 1955.
- Call of the blood. Hale, London 1956.
- Rochester, the mad Earl. Hale, London 1957.
- Milady Charlotte. Hale, London 1959.
- The world’s a stage. The love story of Peg Woffington and David Garrick. Hale, London 1960.

### Anna Percival
- Brides of Lanlory. A novel. Hale, London 1960.

### Jean Plaidy
- Die Blutnacht von Paris (Queen Jezebel)
- Königreich des Herzens (Queen of this Realm)
- Jenseits der Berge
- Der scharlachrote Mantel
- Die fremde Prinzessin
- Krone der Liebe (Victoria Victorious)
- In einer dunklen Zeit
- Lilith
- Mary, Queen of France
- Die Frau aus dem Dunkel (Melisande)
- Die Tochter des Königs (William’s Wife)
- Das Geheimnis des Königs (King’s Secret Matter)
- Die Königin gibt Rechenschaft (Die Beichte einer Königin)
- Die Königinnen (Murder Most Royal)
- Die Gefangene des Kensington Palace (The Captive of Kensington Palace)
- Die Königin und Lord M (The Queen and Lord M)
- Victoria und ihr Gemahl - Eine königliche Ehe (Queen’s Husband)
- Die Witwe von Windsor (Widow of Windsor)
- Die Gefangene des Throns (Myself my Enemy)
- Die Schöne des Hofes
- Königliche Rivalin Maria Stuart (Royal Road to Fotheringhay)
- Mehr als Macht und Ehre (Saint Thomas’ Eve)
- Ein König(reich) für England (Bastard King)
- Im Schatten der Krone
- Königsthron und Guillotine (später unter Victoria Holt neu veröffentlicht)
- Meine Feindin, die Königin (später unter Victoria Holt neu veröffentlicht)

### Ellalice Tate
- Defenders of the faith. Hale, London 1971, ISBN 0-7091-1105-3 (Nachdr. d. Ausg. London 1960).
- The scarlett cloak. Chivers Press, Bath 1998, ISBN 0-7089-8980-2 (Nachdr. d. Ausg. London 1957).
  - Der scharlachrote Mantel. Heyne, München 1988, ISBN 3-453-02559-8.
- The Queen of diamonds. Charnwood Press, Leicester 1998, ISBN 0-7089-8980-2 (Nachdr. d. Ausg. London 1958).
- Madame du Barry. Hodder & Stoughton, London 1959.
- This was a man. London 1961 (s. a. The Kind’s adventurer)
  - Die fremde Prinzessin. Heyne, München 1999, ISBN 3-453-15226-3.